# Percy Almstedt
Anders Percival Almstedt (conocido como Percy Almstedt; Gotemburgo, 30 de noviembre de 1888-Gotemburgo, 29 de octubre de 1937) fue un deportista sueco que compitió en vela en la clase 40 m2. Participó en los Juegos Olímpicos de Amberes 1920, obteniendo una medalla de plata en la clase 40 m2.

## Palmarés internacional
| Juegos Olímpicos | Juegos Olímpicos  | Juegos Olímpicos | Juegos Olímpicos |
| Año              | Lugar             | Medalla          | Clase            |
| ---------------- | ----------------- | ---------------- | ---------------- |
| 1920             | Amberes (Bélgica) | Medalla de plata | 40 m2            |